# Lone Star, el rastre d'un crim
Lone Star, el rastre d'un crim (títol original: Lone Star) és una pel·lícula policíaca estatunidenca dirigida per John Sayles, estrenada l'any 1996. L'estrella única del títol reexpedeix a la vegada a la del Lone Star Flag (la bandera de Texas) i a l'estrella que porten els xèrifs als Estats Units: el film evoca una part de la història recent de Texas, i diversos xèrifs són al centre del relat. Ha estat doblada al català.

## Argument
En una petita ciutat texana pròxima a la frontera amb el Mèxic, es troba l'estrella i els ossos del xèrif Charlie Wade (Kris Kristofferson) misteriosament desaparegut fa més de 30 anys. Va ser assassinat per uns trets. És l'ocasió pel xèrif Sam Deeds (Chris Cooper) de submergir-se en el passat de la ciutat, i el seu: el seu pare Buddy Deeds (Matthew McConaughey) era amic de Charlie Wade.
En aquesta trama estan lligades diverses intrigues secundàries, implicant per exemple el nou comandant negre de la base militar (Joe Morton) i el seu fill. El conjunt dibuixa una història de les relacions entre les diferents comunitats de la ciutat i de la seva relació amb la frontera tan pròxima.

## Repartiment
- Chris Cooper: el xèrif Sam Deeds
- Kris Kristofferson: el xèrif Charlie Wade
- Elizabeth Peña Marie Vincent): Pilar Cruz
- Stephen Mendillo: el sergent Cliff
- Matthew McConaughey: Buddy Deeds
- Joe Morton: el coronel Delmore Payne
- Ron Canadà: Otis Payne, el seu pare
- Chandra Wilson: Athena
- LaTanya Richardson Jackson: el sergent Priscilla Worth
- Jesse Borrego: Danny
- Gonzalo Castillo: Amado
- Eleese Lester: Molly
- Oni Faida Lampley: Celie
- Tony Plana: Ray
- Carina Martinez: Paloma
- Richard Andrew Jones: Ben Wetzel
- Frances McDormand: Bunny
- Míriam Colón: Mercedes Cruz, la mare de Pilar
- Richard Coca: Enrique
- Clifton James: Hollis Pogue, alcalde
- Tony Frank: Fenton
- Leo Burmester: Cody
- Tony Amendola: Chucho Montoya

## Premis i nominacions
Nominada pel premi Satellite al millor film - Drama 1997, al Globus d'Or al millor guió 1997 i a l'Oscar al millor guió original 1997.
Ha rebut el Gran Premi 1998 de la Unió de la critica de cinema, el premi Satellite al millor guió original 1996 i el premi  Independent's Spirit 1997 al millor segon paper femení (Elizabeth Peña).
1996: Premis BAFTA: Nominada a Millor guió original 
1996: National Board of Review: Reconeixement especial per un rodatge excel·lent

## Crítica
- "Història de fronteres, mestissatges i mentides. D'una altra manera: càlida, profunda, magnètica"[3]
- Compromès i agressiu drama fronterer en el qual res és el que sembla. (...) alambicada estructura narrativa que agita a l'espectador amb continus salts temporals. Els superbs treballs de l'elenc d'actors, especialment d'un sinistre Kris Kristofferson, arrodoneixen 'Lone Star', una pel·lícula imprescindible d'un dels cineastes més atípics del cinema nord-americà."[4]